# Bleu de Sainte-Foy
Le Bleu de Sainte-Foy est un fromage qui, comme son nom l'indique, a son origine dans la commune de Sainte-Foy-Tarentaise en Savoie, un village traditionnel de montagne.

## Fabrication
Le Bleu de Sainte-foy est un fromage de Savoie. Il est à base de lait de vache, mais on peut le trouver aussi à base de lait mixte c'est-à-dire avec du lait de vache et du lait de chèvre. Ce fromage à la pâte persillée est en forme de cylindre. Il contient 45 % de matière grasse.

## Dégustation

### Vins conseillés
- rouges fruités[1]
- vin blanc doux[1]

### Saison favorable
Le lait  provenant des alpages, on peut l'apprécier de l'été à l'automne.